# Đạ Ròn
Đạ Ròn là một xã thuộc huyện Đơn Dương, tỉnh Lâm Đồng, Việt Nam.

## Địa lý
Xã Đạ Ròn có vị trí địa lý:
- Phía đông giáp thị trấn Thạnh Mỹ
- Phía tây giáp huyện Đức Trọng
- Phía nam giáp xã Tu Tra
- Phía bắc giáp thành phố Đà Lạt.

Xã Đạ Ròn có diện tích 32,26 km², dân số năm 2022 là 11.085 người, mật độ dân số đạt 343 người/km².

## Lịch sử
Ngày 30 tháng 10 năm 2000, Chính phủ ban hành Nghị định số 62/2000/NĐ-CP về việc thành lập xã Đạ Ròn trên cơ sở 3.349,3 ha diện tích tự nhiên và 9.133 nhân khẩu của thị trấn Thạnh Mỹ.